# Place de Clichy
Place de Clichy je náměstí v Paříži. Leží na hranicích 8., 9., 17. a 18. obvodu. Pod náměstím se nachází stejnojmenná stanice metra.

## Poloha
Place de Clichy je jedno z řídkých míst v Paříži, kde se střetávají hranice čtyř obvodů (spolu s pont Saint-Michel – 1., 4., 5., 6. a Carrefour de Belleville – 10., 11., 19. a 20.).
Na náměstí vedou ulice Avenue de Clichy, Boulevard des Batignolles, Boulevard de Clichy, Rue d'Amsterdam a Rue de Clichy.

## Historie
Náměstí se nachází na místě bývalé městské brány Barrière de Clichy, která byla součástí pařížských hradeb. Během Velké francouzské revoluce byla přejmenována na Barrière de Fructidor (1793). Bránou vedla silnice do města Clichy.
V březnu 1814 na konci Prvního císařství pochodovalo 800 000 vojáků na Paříž. Zmocnili se kopce Montmartre. Sever a severozápad Paříže od Clichy k Neuilly chránilo 70 000 členů národní gardy. Maršál Moncey bránil Barrière de Clichy proti ruským oddílům spolu s dobrovolníky a studenty École Polytechnique o celkovém počtu 15 000 mužů až do vyhlášení příměří 30. března 1814.
V letech 2008-2010 bylo náměstí upraveno pro chodce a cyklisty a vysázena nové zeleň.

## Významné stavby
Uprostřed náměstí se nachází pomník z roku 1864 věnovaný francouzskému maršálu Moncey, jednomu z obránců Paříže v roce 1814. Na 8 metrů vysokém podstavci zdobeném basreliéfy stojí bronzové sousoší představující obranu Paříže.